# بول بلانكا
بول بلانكا (بالهولندية: Paul Blanca)‏ هو مصور هولندي، ولد في 11 نوفمبر 1958 في أمستردام في هولندا.